# Peltogyne discolor
Peltogyne discolor är en ärtväxtart som beskrevs av Julius Rudolph Theodor Vogel. Peltogyne discolor ingår i släktet Peltogyne och familjen ärtväxter. Inga underarter finns listade i Catalogue of Life.